# Адріана Герші
Адріана Герші (чеськ. Adriana Gerši; нар. 26 червня 1976) — колишня чеська тенісистка.
Найвищу одиночну позицію світового рейтингу — 48 місце досягла 23 червня 1997, парну — 165 місце — 14 жовтня 1996 року.
Здобула 1 одиночний та 2 парні титули.
Найвищим досягненням на турнірах Великого шолома було 3 коло в одиночному розряді.
Завершила кар'єру 2002 року.

## Фінали турнірів WTA

### Одиночний розряд: 1 (1 перемога)
| Легенда           |
| ----------------- |
| Tier I (0–0)      |
| Tier II (0–0)     |
| Tier III (0–0)    |
| Tier IV & V (1–0) |

| Результат | Ранг | Дата          | Турнір            | Покриття | Суперниця           | Рахунок  |
| --------- | ---- | ------------- | ----------------- | -------- | ------------------- | -------- |
| Перемога  | 1.   | 5 серпня 2001 | Базель, Швейцарія | Ґрунт    | Марі-Гаяне Мікаелян | 6–4, 6–1 |

## Фінали ITF
| турніри $75,000 |
| турніри $50,000 |
| турніри $25,000 |
| турніри $10,000 |

### Одиночний розряд: 8 (5–3)
| Результат | Ранг | Дата            | Турнір                     | Покриття  | Суперниця          | Рахунок          |
| --------- | ---- | --------------- | -------------------------- | --------- | ------------------ | ---------------- |
| Перемога  | 1.   | 12 вересня 1994 | ITF Клуж, Румунія          | Ґрунт     | Мірка Федерер      | 6–2, 6–1         |
| Перемога  | 2.   | 26 вересня 1994 | ITF Братислава, Словаччина | Ґрунт     | Лібуше Прушова     | 6–3, 6–1         |
| Перемога  | 3.   | 16 жовтня 1994  | ITF Бургдорф, Швейцарія    | Килим (i) | Алена Вашкова      | 6–4, 6–4         |
| Поразка   | 4.   | 17 вересня 1995 | ITF Карлові Вари, Чехія    | Ґрунт     | Нелле ван Лоттум   | 2–6, 3–6         |
| Перемога  | 5.   | 8 липня 1996    | ITF Стамбул, Туреччина     | Тверде    | Петра Лангрова     | 4–0 ret.         |
| Поразка   | 6.   | 25 квітня 1998  | ITF Простейов, Чехія       | Ґрунт     | Руксандра Драгомір | 0–6, 0–6         |
| Поразка   | 7.   | 18 липня 1999   | ITF Пухгайм, Німеччина     | Ґрунт     | Тіна Герголд       | 6–3, 6–7(4), 3–6 |
| Перемога  | 8.   | 9 квітня 2000   | ITF Дубай, ОАЕ             | Тверде    | Татьяна Гарбін     | 6–4, 6–3         |

### Парний розряд: 3 (2–1)
| Результат | Ранг | Дата           | Турнір                  | Покриття  | Партнерка     | Суперниці                       | Рахунок        |
| --------- | ---- | -------------- | ----------------------- | --------- | ------------- | ------------------------------- | -------------- |
| Перемога  | 1.   | 10 жовтня 1994 | ITF Бургдорф, Швейцарія | Килим (i) | Ленка Ценкова | Ілана Бергер Ципора Обзилер     | 4–6, 6–3, 6–4  |
| Поразка   | 2.   | 6 травня 1996  | ITF Щецин, Польща       | Ґрунт     | Ленка Ценкова | Олена Брюховець Олена Татаркова | 2–6, 1–6       |
| Перемога  | 3.   | 7 липня 1996   | ITF Штутгарт, Німеччина | Ґрунт     | Ленка Ценкова | Аманда Гопманс Седа Норландер   | 6–2, 3–6, ret. |